# Aliogin
Aliogin (lat. Alyogyne), biljni rod trajnica iz porodice sljezovki, smješten u potporodicu Malvoideae. Postoji pet priznatih vrsta, sve su australski endemi.

## Vrste
1. Alyogyne cravenii Fryxell
2. Alyogyne cuneiformis (DC.) Lewton
3. Alyogyne hakeifolia (Giord.) Alef.
4. Alyogyne huegelii (Endl.) Fryxell
5. Alyogyne pinoniana (Gaudich.) Fryxell